# なちゅ
なちゅ（1984年〈昭和59年〉12月23日 - ）は、日本のタレントであり、女性アイドルグループ・SDN48の元メンバー。宅地建物取引士。本名、竹川 奈津子（たけかわ なつこ）。
大阪府生まれの東京都育ち。ワタナベエンターテインメントに所属していた。

## 略歴
- 大阪府豊中市生まれ、その後東京都育ち。品川女子学院高等部、目白大学社会学部メディア表現学科卒業。
- 小学生時代は運営委員会で活動、委員長も務めていた[2][1]。
- 中学生時代は色白で、額縁のような眼鏡をかけており、いじめられていたこともあった[1]。ある日、同じ学校のギャル系の集団に一緒に弁当をと誘われ、付き合っていくうちに一緒にギャルの格好をし出したら、ピタリといじめはなくなったという。「いじめがあったから、ギャルの友達の優しさに気付いた」とも話しており、以後これがギャルとして生きていくきっかけともなった[3][1]。
- 東京・渋谷のギャルサー『НЯК〜traceview〜（ハーク トレイスビュー）』の初代総長を務める。НЯКにおいては、2006年2月18日に引退式が行われたが、その後も顧問としてНЯКには関わっている[4][1]。
- その後、2006年4月から『恋のから騒ぎ』の13期生として出演[1]。この番組中では「ぎゃるさ〜」のニックネームで呼ばれた。番組ではトークの中心になることも多く、明石家さんまから「そば屋の前」（信楽焼の狸の置物のこと）とも呼ばれた[5][6]。
- その後、ワタナベコメディスクール女性タレントコース1期生を卒業しデビュー、当初はお笑いタレントとしてお笑いライブに出演していたこともあった[1]。所属先をワタナベエンターテインメントに選んだ理由には、「青木さやかに憧れていたから」という[7]。
- ピン芸人として活動していたこともあった。同じ事務所所属の慶と「チャラなちゅパラダイス」と称するコンビを組み、ライブ出演のほか2008年の『M-1グランプリ』、2008年と2009年の『MBS新世代漫才アワード』にも出場[8]。また、『R-1ぐらんぷり2009』では「ギャルの天気予報」などのネタを演じ、2回戦まで進出。
- 2009年8月1日からSDN48としての活動も開始（MC専属要員として合格）[1]。総合プロデューサーの秋元康のことを「あきもってぃ」と呼んでいる[9]。2009年中にビスケットエンターティメントへ移籍。その後、再度ワタナベエンターテインメントに戻る。2010年5月15日にアンダーから正規メンバーに昇格。
- 2010年1月より3月まで、テレビ東京のドラマ『マジすか学園』にレギュラー出演。主演・前田敦子の舎弟・鬼塚だるま役を演じた。そこでは肉襦袢をはめて関西弁で撮影に臨んでいた。なお、前田推しを公言しており『マジすか学園』で共演して以来、前田を「あちゅ」と呼んでいる。
- 2010年4月より日本テレビ『ハッピーMusic』に「ハッピーMusic STORE」の従業員として隔週で出演。その際はレギュラー出演者のベッキーを「ベッキーのパイセン」と呼んでいた。ほか、芸能界の先輩はみんな「パイセン」と呼んでいる[10]。
- 2010年9月14日に、初の単独ライブ『なちゅLIVE〜初代ハチ公・ファンの集い〜』（表参道GROUND）を開催した[11]。以後『マカレ論』（2011年12月15日・16日、表参道GROUND）[12]、『なちゅチャンネル』（表参道GROUND）と単独ライブを行っている。
- 『週刊新潮』（新潮社）において、2012年1月5・12日新年特大号からコラム「なちゅラリズム」を連載（全30回）。
- 2012年3月31日にNHKホールで開催された『SDN48 コンサート「NEXT ENCORE」 in NHKホール』をもってSDN48を卒業。
- 2015年6月当時は体重が74kgあったが、そこから22kgのダイエットに成功した[13]。
- 2017年11月、成瀬ブルックリンとのコンビ「モーターシティペンギン」を結成し、再びお笑いの活動を始めたことを発表[14]。
- 不動産会社を営んでいた父親の病気を機に、「父の会社を継ぐ」つもりで不動産業界の実務を学ぶため不動産会社でも働き始める[1]。宅地建物取引士の資格取得に向けて勉強[15]、2019年12月、3回目のチャレンジで宅地建物取引士の試験に合格し資格を取得したことを報告[16]。2023年現在「マークス不動産」にて、自ら立ち上げた、著名人に特化した不動産取引を行う「御用達不動産」事業を展開している[1]。
- 2019年8月1日、東京・秋葉原のAKB48劇場で開催されたSDN48結成10年記念「誘惑のガーター」特別公演に出演。

## 人物
- 2歳年下の妹がいる[17]。
- 「なちゅ語」といわれる言葉や、ギャル式の略語などを使った喋りを展開。「はむ〜!」などの決め台詞があるほか、「チョリーッス!」や「…でちゅ」という語尾の言葉などをよく使っている。この時にはヘアスプレーを使ってかなりの高さまで髪の毛を盛り上げている。本人曰く「渋谷イチの盛り」で、池袋の店で整髪してもらっているという[18]
- これらの活動の傍ら、イベントプロデューサーも務めている。
- エクサボディのヒップホップエクササイズDVDでダイエットに挑戦するという企画にチェリー☆パイの2人と一緒に臨み、2009年5月21日から実践した結果、それまで70.3kgあった体重を58.1kg、90cmあったウエストを66cmとそれぞれ減らすことに成功した[19]。
- AKB48メンバーや年上のお笑いタレントに対しては先輩を業界用語風にした「パイセン」を敬称代わりに用いている。また、前田敦子や篠田麻里子からは本名の「奈津子」をひっくり返した「こつな」などと呼ばれている。SDN48やAKB48のメンバーとの交友関係は広く、多数のメンバーのブログにネタとして定期的に登場している。
- 物真似が得意で、SDN48のライブのMCでは、穐田和恵・大堀恵・佐藤由加理・芹那やAKB48の高橋みなみなどのものまねを披露する[20]。
- 特技に書道があり、書道7段[21]。そして2014年11月1日付けで書道の師範代となった[22]。ブログでもときどき力を発揮しているほか、『ギャル書道家』と称して、「ボディー書道」というパフォーマンスなどを行っている[23]。これまでにボディー書道を手掛けた有名人は、穐田和恵、栗山夢衣、愛川ゆず季、相澤仁美、手束真知子、福田朱子など。また、店の看板、ロゴの製作も行っている[24]。2014年9月27日には、初の書道展『道』（東京・渋谷 @art cafe&dining muse）を行った[25]。
- このほか、環境社会検定（eco検定）、ニュース時事能力検定準2級を所持する[21]。
- 友人に紹介されてあったある女性霊能者に霊視してもらったことがあり。この時「前世は花魁」と言われ「髪を盛ったり飾ったりするのは花魁の髪型から来ているようなものです」と言われたという。また「オーラの色は紫で、これは優しい思いやりの色で、苦労して来たから人の痛みがわかるのです」とも言われたという[26]。
- 同じ事務所の先輩・イモトアヤコと、東北地方太平洋沖地震（東日本大震災）の被災地に一緒に行ったことがあった。この時は「1円でも多く寄付したい」という思いで、髪のセットに金をかけずに行った[27]。
- 2016年1月に、黒髪にして肌も色白にし、イメージチェンジした[28]。

## SDN48在籍時の参加曲

### シングルCD選抜曲
SDN48名義
- 「GAGAGA」に収録
  - 孤独なランナー
  - エロスのトリガー - 「アンダーガールズA」名義
- 「愛、チュセヨ」に収録
  - 淡路島のタマネギ - 「アンダーガールズB」名義
- 「MIN・MIN・MIN」に収録
  - アバズレ - 「アンダーガールズB」名義
- 「口説きながら麻布十番 duet with みの もんた」に収録
  - カムジャタン慕情 - 「アンダーガールズA」名義
- 「負け惜しみコングラチュレーション」に収録
  - 上からナツコ - 「アンダーガールズA」名義
  - 終わらないアンコール

AKB48名義
- 「ポニーテールとシュシュ」に収録
  - マジジョテッペンブルース

### 劇場公演ユニット曲
SDN48 1st Stage「誘惑のガーター」公演
参加ユニットなし

## 出演

### バラエティ
- 恋のから騒ぎ（日本テレビ） - 13期生
- ☆スタ缶〜レジェンド〜☆（あっ!とおどろく放送局）
- 草野☆キッド（2008年8月6日・11月18日、テレビ朝日）
- 森田一義アワー 笑っていいとも!（2009年1月8日、フジテレビ） - 「出たいドル!」コーナーからエンディングまで出演
- AKBINGO!（不定期出演、日本テレビ） - 「ムチャぶりドッジボール」の罰ゲームの見本などで出演
- ハッピーMusic（日本テレビ） - 準レギュラー
- PON!（日本テレビ）
- すっぽんの女たち（2010年6月2日 - 2011年3月31日 、テレビ朝日） - SDN48のメンバーとして出演
  - すっぽんの女たち 2（2011年4月7日-9月29日、テレビ朝日）-SDN48のメンバーとして出演
  - すっぽんの女たち〜巣に帰る〜（2011年10月6日 - 2012年3月29日、テレビ朝日）
- 『ぷっ』すま（テレビ朝日）
- 有吉AKB共和国（TBS）
- 幸せってなんだっけ（フジテレビ）
- ニッポン・ダンディ（TOKYO MX）
- SDNイジリー（2011年4月9日 - 10月9日、テレビ埼玉・千葉テレビ・テレビ神奈川〈全国独立放送協議会加盟局〉）
- SDN48+10!（2010年8月1日 - 2012年3月17日[29]、エンタ!371）

### テレビドラマ
- 天才てれびくんMAX 天てれドラマ「ミラクルシャッター」第4話（2009年5月4日、NHK教育）
- マジすか学園（2010年1月8日 - 3月26日、テレビ東京） - 鬼塚だるま 役
- マジすか学園2 第1話・最終話（2011年4月15日・7月1日、テレビ東京）- 鬼塚だるま 役
- D-BOYS ショートフィルムフェスティバル「10分な学級会」（2014年1月24日、ABCテレビ）- 皮肉 役
- 天誅〜闇の仕置人〜 第4話（2014年2月14日、フジテレビ） - ショップ店員 役
- マジすか学園4 第6話（2015年2月24日、日本テレビ） - 鬼塚だるま 役
- さすらい温泉♨遠藤憲一 第9話（2019年3月13日、テレビ東京） - なちょす 役

### インターネットテレビ
- 全日本女子パリピ選手権（2018年5月12日 - 13日、AbemaTV） - 元48パリピ神4軍団

### 映画
- 黒い暴動♥（2016年7月30日公開、SPOTTED PRODUCTIONS）[30]

### 舞台
- A☆ct Stage Vol.3「応!〜吠えろ!叫べ!打ち砕け!すべての軛を引きちぎれ!〜」（2013年4月17日、築地本願寺ブディストホール）- オルフェウス 役[31]
- Ann&Mary 第1回公演「PIRATES OF THE DESERT」（2013年7月11日、シアターグリーン BIG TREE THEATER）- カーラ 役

### ミュージック・ビデオ
- SDN48「天国のドアは3回目のベルで開く」[注 1]

### ライブ
- トークライブ「なちゅにマカレ論」

## 連載
- 作家特区なちゅ小説『サムライギャル』(E★エブリスタ）
- 週刊新潮（2012年1月5日 - 終了、新潮社） - コラム「なちゅラリズム」
- 日刊ゲンダイ（2014年8月2日 - 、日刊現代） - 不定期連載「なちゅのあの先輩（パイセン）に逢いたいっス!!」
- 女子SPA!（扶桑社） - 短期WEB連載「元アイドルだけど体重74㎏の豚。もう死のうかな【22㎏ 激ヤセへの道】」